# Adam Bartoš
Adam Bartoš est un joueur tchèque de volley-ball né le 27 avril 1992 à Zlín. Il joue au poste de réceptionneur-attaquant. Il évolue actuellement au sein du VC Maaseik.

## Palmarès

### Clubs
- Championnat de France (1)
  - Vainqueur : 2015[2].
  - Troisième : 2016, 2019.
- Coupe de France (1)
  - Vainqueur : 2015.
- Supercoupe de France (2)
  - Vainqueur : 2015, 2016.
- Championnat de République tchèque
  - Troisième : 2011, 2014.
- Mémorial Krzysztof Turek
  - Troisième : 2017.

### Équipe nationale
- Coupe Challenger
  -  : 2018.
- Ligue européenne
  -  : 2018.
  -  : 2013.

### Distinctions individuelles
- 2013 : Ligue européenne - Meilleur réceptionneur.